# Gregorian
Gregorian je njemačka glazbena grupa, pod vodstvom Franka Petersona. Inspirirani gregorijanskim napjevom izvode obrade suvremenih pop i rock pjesama. Zbog pomiješanosti vokalnih i instrumentalnih dionica pjesme, obrade ne pripadaju gregorijanskom napjevu.

## Povijest
1991. pod utjecajem projekta Enigma snimili su prvi album većinom pop sadržaja. Peterson 1998. ponovno okuplja Gregorian i snimaju novi album Masters of Chant u gregorijanskom stilu. Strogim kriterijem odabiru pjesme, a jedan od tih kriterija je da svaka pjesma mora biti prevedena u 7-tonsku skalu. 12 vokalista izvode pjesmu. Svaki od albuma je prvo snimljen u Nemo Studiosu, Petersonov studio u Hamburgu, potom vokalisti snimaju svoje dionice u crkvi, izbjegavajući pritom hladnu i tehničku studijsku atmosferu.
Obrade pjesama su se iskazale kao uspješne, tako što je skupina snimila idućih 4 albuma Masters of Chant u istom stilu. Njihov 2004. album: The Dark Side, malo je drugačiji od ostalih, preferirajući malo tamniju atmosferu na albumu.
2005., The Masterpieces, kompilacijski album zajedno s DVD-om je izdan.

## Nastupi u Hrvatskoj
U sklopu turneje Masters of Chant Chapter VII:
- 9. prosinca 2009. - Zagreb (Koncertna dvorana Vatroslava Lisinskog)
- 1. kolovoza 2010. - Dubrovnik (otok Lokrum)
- 3. kolovoza 2010. - Pula (Pulska arena)
- 5. kolovoza 2010. - Zadar (ispred crkve Sv. Donata)

U sklopu turneje The Dark Side of the Chant Tour 2011:
- 8. ožujka 2011. - Split (Športski centar Gripe)
- 9. ožujka 2011. - Zagreb (Košarkaški centar Dražen Petrović)

U sklopu velike božićne turneje (2011.):
- 19. prosinca 2011. - Zagreb (Satiričko kazalište Kerempuh)
- 20. prosinca 2011. - Pula (Istarsko narodno kazalište)
- 23. prosinca 2011. - Opatija (Grand Hotel Kvarner - Kristalna dvorana)
- 21. prosinca 2017. - Zagreb (Arena Zagreb)

## Diskografija
- 1991: Sadisfaction
- 2000: Masters of Chant
- 2001: Masters of Chant Chapter II
- 2002: Masters of Chant Chapter III
- 2003: Masters of Chant Chapter IV
- 2004: Gregorian - The Dark Side
- 2005: The Masterpieces (Best Of CD+Live DVD)
- 2005: The Masterpieces Jewel Case! (Live DVD+Best Of CD)
- 2006: Masters of Chant Chapter V
- 2006: Christmas Chants
- 2007: Masters of Chant Chapter VI
- 2008: Christmas Chants & Visions (CD + DVD iz Berlina)
- 2009: Masters of Chant Chapter VII
- 2010: Dark Side of the Chant
- 2011: Best Of 1990-2010
- 2012: Epic Chants

## Poveznice
- Službena stranica (GER, EN)
- Stranice obožavatelja (GER, ENG, DUT, RU)
- Njemačka obožavateljska stranica  Arhivirana inačica izvorne stranice od 21. svibnja 2007. (Wayback Machine)
- Engleska obožavateljska stranica  Arhivirana inačica izvorne stranice od 1. srpnja 2007. (Wayback Machine)
- Poljska obožavateljska stranica  Arhivirana inačica izvorne stranice od 11. lipnja 2007. (Wayback Machine)